# Coroneta de la Divina Misericòrdia
La coroneta o corona de la Divina Misericòrdia és una oració que Santa Faustina Kowalska va escriure en el seu diari, on recollia unes paraules que va experimentar en el seu interior que Jesús li adreçava. Aquesta oració que Jesús li va ensenyar forma part de la devoció de la Divina Misericòrdia, entesa com l'amor de Jesús que perdona, té compassió de nosaltres i ens ajuda.
Jesús li va dir que a qui resés aquesta oració, la misericòrdia li protegiria durant la vida, rebria gran misericòrdia i se li atorgarien immenses gràcies, i que fos recomanada com a última taula de salvació.

## Promeses
Santa Faustina Kowalska va escriure en el seu diari les següents promeses de Jesús a qui resi aquesta oració:
- "Atorgaré immenses gràcies a les ànimes que resin aquesta coroneta."
- "Resa contínuament aquesta coroneta... qualsevol que la resi rebrà gran misericòrdia a l'hora de la mort. Els sacerdots la recomanaran als pecadors com a última taula de salvació. Fins i tot el pecador més empedreït, si resa aquesta coroneta una sola vegada, rebrà la gràcia de la meva misericòrdia infinita".
- "A les ànimes que resin aquesta coroneta, la meva misericòrdia les envoltarà durant la vida i especialment en l'hora de la mort."
- "Quan resin aquesta coroneta juntament amb els moribunds, em posaré entre el Pare i l'ànima que agonitza no com a Jutge just, sinó com a Salvador misericordiós".

## Manera de resar-la
1) Es diu primer: un parenostre, una avemaria, un credo i un glòria.
2) A continuació es resa 5 desenes (com si es resés el rosari). Cada desena consta de:
| « | "Pare Etern, t'ofereixo el Cos, la Sang, l'Ànima i la Divinitat del teu estimadíssim Fill, Nostre Senyor Jesucrist, en expiació dels nostres pecats i dels del món sencer". | » |

Seguit de 10 vegades per:
| « | "Per la seva dolorosa Passió, tingues misericòrdia de nosaltres i del món sencer". | » |

3) Finalment, acabades de resar les cinc desenes, es diu tres vegades:
| « | "Sant Déu, Sant Fort, Sant immortal, tingues pietat de nosaltres i del món sencer". | » |